# 雅子皇后
雅子（日语：／ Masako，1963年12月9日—），是日本第126代天皇德仁的皇后，婚前姓小和田（日语：／ Owada）。現任日本皇后，兼任日本赤十字社名誉总裁。徽印为玫瑰。
雅子皇后目前居住在東京都千代田區的皇居。

## 生平

### 早年
1963年（昭和38年）12月9日，小和田雅子出生於東京都港區虎之门医院。她生于外交官家庭，父亲小和田恆，时在外务省条约局任职，后曾任外务省次长、日驻联合国大使及国际法院院長。母親小和田優美子，新日本窒素前會長江頭豐長女，时在法國航空任职。其父家族本籍為新潟縣村上市。
1965年，一歲的雅子隨著赴日本驻苏大使馆任職的父親遷居异国首都莫斯科。1968年，小和田恒又调往联合国工作，于是刚掌握俄语的雅子又从头开始面对美国的新的语言环境，最终雅子掌握了多门外语。
1971年雅子回国开始念小学。1978年，中学生雅子随父母再度赴美。后来，1981年，18岁的雅子被哈佛大学经济系录取。考入哈佛后，小和田恒又转任日本驻苏联公使回到苏联，她则自己留在美国念书，成绩优异并于1985年顺利毕业。回国后进入东京大学法学系继续学习。后获得成为外交官的资格，從東京大學退學，开始在日本外務省工作。

### 外交官生涯与太子的求爱
进入外务省工作后，1986年10月18日，時西班牙國王胡安·卡洛斯一世長女艾蓮娜公主訪日，雅子最终获得进入歡迎招待會的资格。
在这时，皇太子德仁親王年已26岁，尽管自17岁开始选妃，却仍未有成婚对象。有传闻称许多本来的人选均用各种方式使自己丧失资格，得以不用嫁入皇宫。德仁参加了对公主的欢迎招待会，期间见到雅子并一见钟情。
雅子出于许多原因本身也并不符合传统上给皇后的要求，并不在宫内厅的候选人名单上，比如说，雅子身高高于德仁，被宫内厅认为不合适。
雅子当时对德仁也并无意愿，雅子当时正与男友交往，据说为同为外交官的奥克彦。小和田家对皇室的结姻也态度冷淡。于是此事暂时告一段落。雅子则继续外交官事业，先後配屬於外務省經濟局、日本駐英國大使館和外務省北美局北美二課。
然而，宫内厅的规则压力并不能让德仁退却，他此后强烈表示即使雅子有不合标准之处也只愿意娶她。1989年，德仁的弟弟文仁亲王成婚，这使得德仁的结婚压力更迫切了。
1988年至1990年，雅子前往英国牛津大學貝利奧爾學院留学，並取得碩士學位。据传即是为躲避德仁求爱压力。时有富士电视台记者采访她时亦表示不愿意放弃外交官生涯。
但随着德仁越来越清晰的表态倾心雅子，宫内厅也逐渐只得把雅子列为主要候选人，并持續與小和田家人接觸並試著改變其家人的思想觀念。
1992年8月，在前宫房副长官柳谷谦介的牵线下，雅子同意开始和德仁约会。6周后德仁首次向雅子求婚，雅子反问德仁自己是否能拒绝。
最终雅子决定接受了德仁的求婚。1993年1月19日，日本皇室會議召開記者會，宣布雅子內定為德仁親王的王妃，雅子也在同年2月从外务省辞职。6月9日，雅子与德仁結婚，成為皇太子妃。

### 嫁入皇室
身为外交官的雅子有出色的成绩，但她卻無法完美達到日本皇室理想的传统妻子溫柔和婉的角色。與德仁親王結婚后，雅子雖貴為皇太子妃，仍深受皇室規定束縛所苦。宮內廳不许她再穿西装，只能穿和服；甚至公共场合的发言时间也只能是德仁的一半，雅子甚至僅因一次发言时长比德仁多数秒便被严厉训斥，甚至從此被宫内厅安排禁言。
巨大的压力让雅子生育困难，婚后五年雅子第一次怀孕以流产告终，直到2001年12月1日，才產下獨女敬宮愛子內親王。
2004年7月30日，宫内厅官员宣布，一直備受皇室生活压力而郁郁寡欢的雅子，經诊断出适应障碍症，目前正接受治疗。2007年2月，藍燈書屋出版澳大利亞記者班·希爾斯（Ben Hills）撰写的传记《雅子妃：菊花王朝的囚徒》（Princess Masako: Prisoner of the Chrysanthemum Throne），指雅子罹患重度憂鬱症而非适应障碍症，並指愛子其實是試管嬰兒。2月13日，日本外務省指該書內容不實，要求希爾斯道歉。2月16日，講談社宣布取消出版該書日文版的計劃。
2013年4月29日，睽違11年，與丈夫德仁親王出訪荷蘭，參加荷蘭新國王威廉-亞歷山大的登基大典。

### 成为皇后

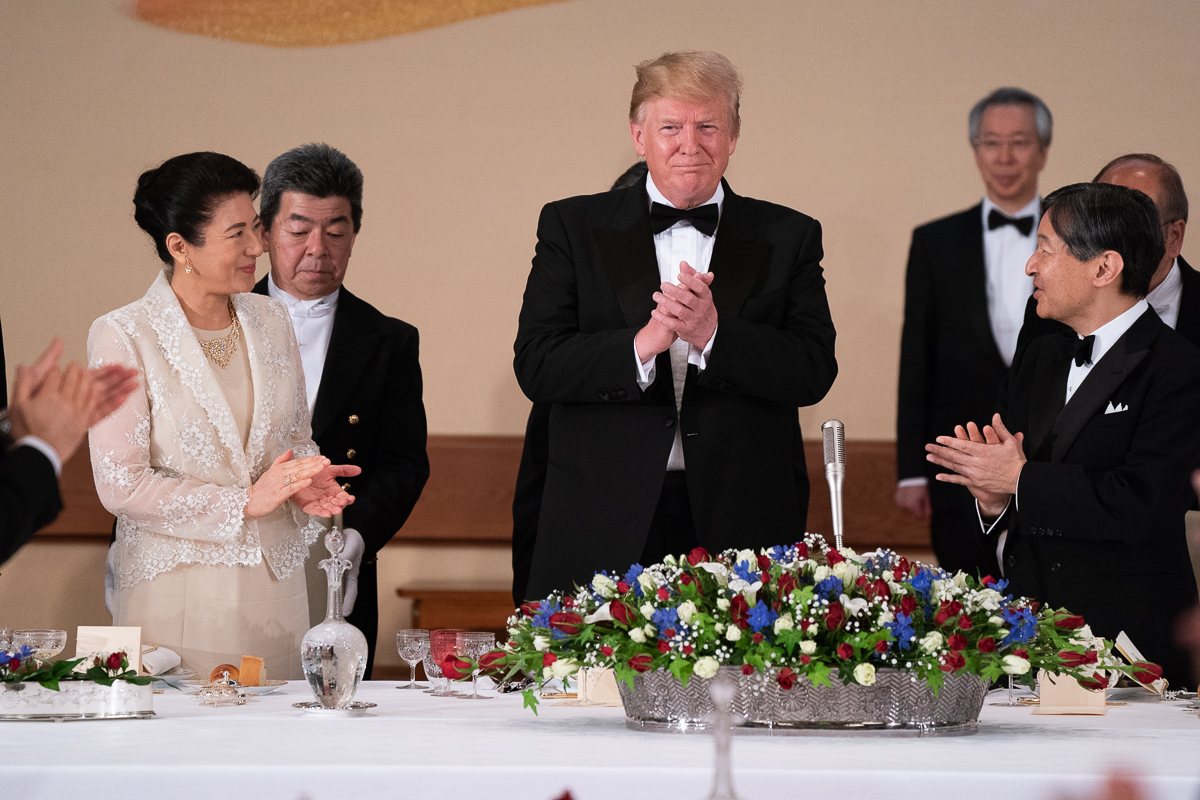
雅子和天皇德仁举办国宴招待美国总统特朗普，2019年5月。

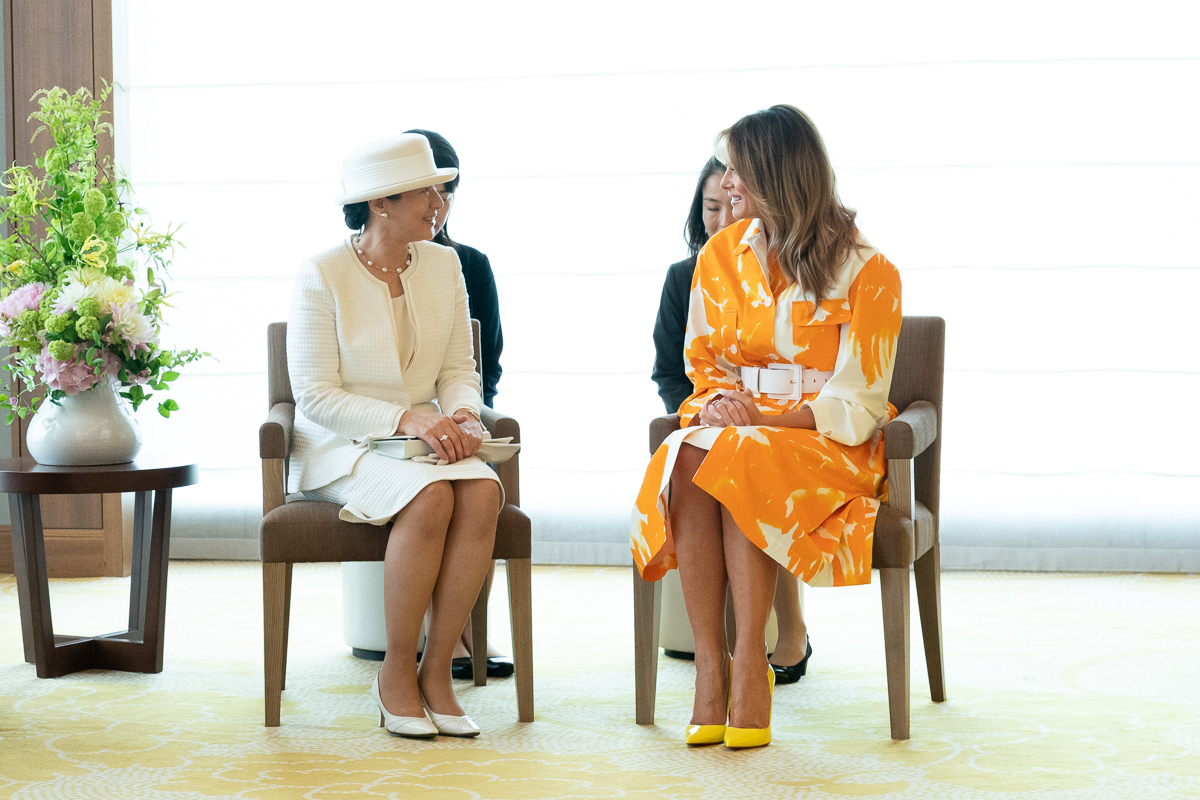
与特朗普夫人梅蘭妮亞交談的雅子皇后，2019年5月。

2019年5月1日，天皇明仁讓位退休，改稱「上皇」，皇后美智子也一併讓位，改稱「上皇后」；隨著德仁親王就任為第126代天皇，雅子同時就任皇后。

## 家系

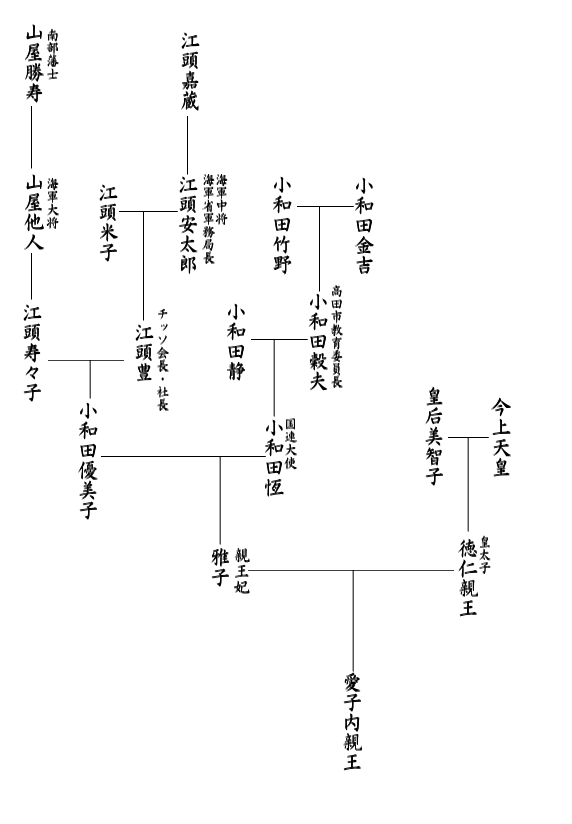
雅子家系圖

| 雅子 | 父: 小和田恆 （前國際法院法官及院長） | 祖父: 小和田毅夫 （前高田市教育委員長） |
| 雅子 | 父: 小和田恆 （前國際法院法官及院長） | 祖母: 小和田靜                          |
| 雅子 | 母: 小和田優美子                      | 祖父: 江頭豐 （前新日本窒素會長）       |
| 雅子 | 母: 小和田優美子                      | 祖母: 江頭壽壽子                        |

## 荣誉

### 日本勋章奖章
- 勋一等宝冠章

### 外国勋章奖章
- 恩里克王子大十字勋章（葡萄牙語：Ordem do Infante D. Henrique）（葡萄牙，1993年12月2日公布[4]）
- 圣奥拉夫大十字勋章（英语：Order of St. Olav）（挪威，2001年7月1日[5]）
- 天主教伊莎贝尔女王大十字勋章（西班牙语：Orden de Isabel la Católica）（西班牙，2008年11月8日批准[6]）：西班牙国王胡安·卡洛斯一世于2008年11月9日至14日对日本进行国事访问。
- 王冠大十字勋章（荷兰，2014年10月25日公布[7]）：荷兰国王威廉-亚历山大于2014年10月29日至31日对日本进行国事访问。
- 奥地利：奧地利共和國勳章（德语：Ehrenzeichen für Verdienste um die Republik Österreich (1952)）-
- 希腊：救世主勳章 -
- 匈牙利：匈牙利共和國功績勳章（匈牙利语：Order of Merit of the Republic of Hungary） -
- ：薩洛特·圖普三世勳章 -